# Witte Tijgerin
Witte Tijgerin is een Franse stripreeks, getekend door Didier Conrad. De eerste twee albums werden geschreven door Yannick Le Pennetier (Yann) en de volgende albums door Didier Conrad in samenwerking met zijn vrouw Sophie Commenge onder het pseudoniem Wilbur.
De reeks is een spin-off van hun reeks De onnoembaren. 

## Inhoud
De hoofdpersoon van deze humoristische detective-/spionagereeks is de knappe Alix Yin Fu, lid van de mysterieuze triade van de Witte Tijgerinnen, die wordt opgeleid tot volwaardige communistische spionne.
Vanaf het derde deel is er een duidelijke historische setting in het China waar Mao Zedong en Chiang Kai-shek strijden om de macht.

## Publicatiegeschiedenis
De reeks werd gemaakt in de periode 2005-2010. 
De eerste twee albums vormen een tweeluik, net als het derde en vierde album. Het zesde en zevende album beginnen aan een nieuw verhaal en werd de Tweede Cyclus gedoopt. 
| Nr. | Jaar | Titel                                     | Reeks/nr.            | Aantal pagina's | Publicatie |
| --- | ---- | ----------------------------------------- | -------------------- | --------------- | ---------- |
| 1   | 2005 | In geheime dienst van de Grote Roerganger | Witte Tijgerin nr. 1 | 48              | Dargaud    |
| 2   | 2005 | Perzikhuid en zijden das                  | Witte Tijgerin nr. 2 | 48              | Dargaud    |
| 3   | 2007 | De kunst van het vijfde geluk             | Witte Tijgerin nr. 3 | 48              | Dargaud    |
| 4   | 2008 | Een spionne op het dak                    | Witte Tijgerin nr. 4 | 48              | Dargaud    |
| 5   | 2008 | Het jaar van de Feniks                    | Witte Tijgerin nr. 5 | 48              | Dargaud    |
| 6   | 2009 | De theorie van de Mikado                  | Tweede Cyclus nr. 1  | 48              | Dargaud    |
| 7   | 2010 | Parijs zien en sterven                    | Tweede Cyclus nr. 2  | 48              | Dargaud    |